# Liste der Biografien/Ams
Liste der Biografien |
Portal Biografien |
Personensuche
# |
A |
B |
C |
D |
E |
F |
G |
H |
I |
J |
K |
L |
M |
N |
O |
P |
Q |
R |
S |
T |
U |
V |
W |
X |
Y |
Z |
?
 
Aa |
Ab |
Ac |
Ad |
Ae |
Af |
Ag |
Ah |
Ai |
Aj |
Ak |
Al |
Am |
An |
Ao |
Ap |
Aq |
Ar |
As |
At |
Au |
Av |
Aw |
Ax |
Ay |
Az
 
Ama |
Amb |
Amc |
Amd |
Ame |
Amf |
Amg |
Amh |
Ami |
Amj |
Amk |
Aml |
Amm |
Amn |
Amo |
Amp |
Amr |
Ams |
Amt |
Amu |
Amw |
Amy |
Amz
Die Liste der Biografien führt alle Personen auf, die in der deutschsprachigen Wikipedia einen Artikel haben. Dieses ist eine Teilliste mit 106 Einträgen von Personen, deren Namen mit den Buchstaben „Ams“ beginnt.

## Ams
- Ams, Gottfried, eidgenössischer Landvogt und Tagsatzungsgesandter
- Ams, Kurt (* 1982), australischer Fußballschiedsrichter

### Amsa
- Amsaaed, Attia (* 1980), libyscher Fußballschiedsrichterassistent
- Amsalem, David (* 1960), israelischer Politiker (Likud)
- Amsalem, Reymond (* 1978), israelische Schauspielerin
- Amsallem, Franck (* 1961), französischer Jazz-Pianist und Komponist
- Amsam-Ang, Patsapong (* 1997), thailändischer Stabhochspringer

### Amsb
- Amsbeck-Dopheide, Sabine (* 1959), deutsche Kommunalpolitikerin (SPD) und Bürgermeisterin von Harsewinkel
- Amsberg, Ariane (1930–2016), niederländische Autorin und Feministin
- Amsberg, Claus von (1926–2002), niederländischer PrinzgemahlClaus von Amsberg (1926–2002)

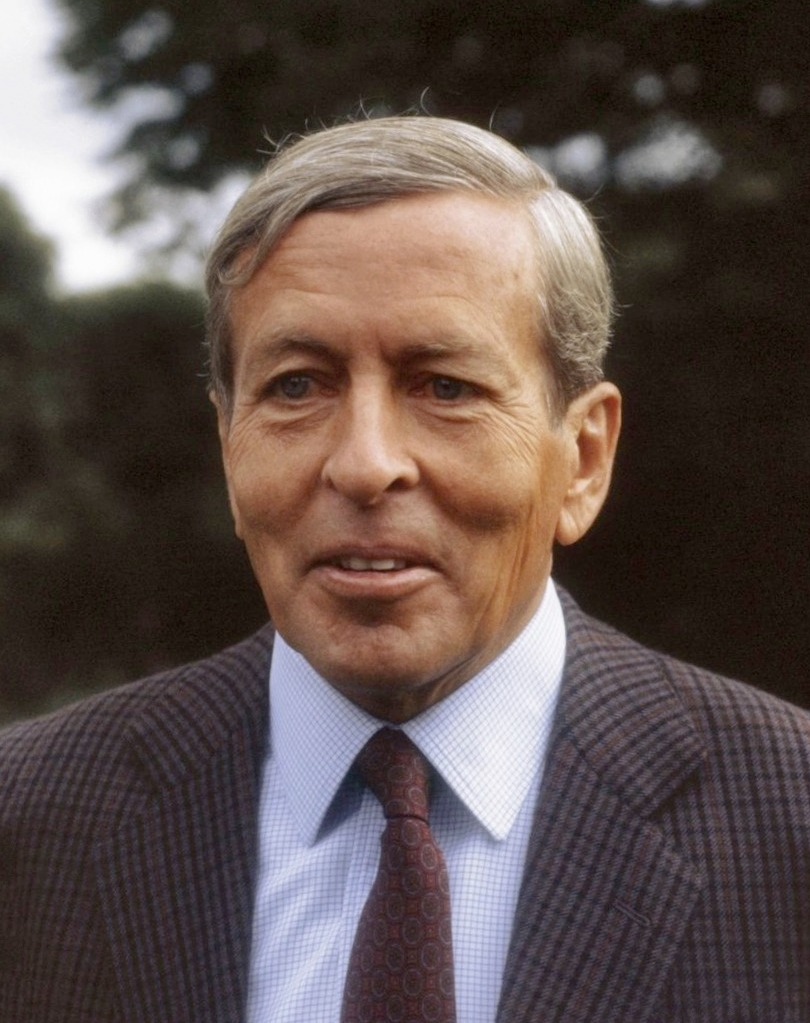
Claus von Amsberg (1926–2002)

- Amsberg, Dietrich von (1937–2021), deutscher Kirchenmusiker und Organist
- Amsberg, Felix von (1875–1945), deutscher Verwaltungs- und Hofbeamter
- Amsberg, Joachim von (1869–1945), deutscher General der Infanterie
- Amsberg, Joachim von (* 1964), deutscher Bankmanager, Vizepräsident der Weltbank
- Amsberg, Julius von (1830–1910), deutscher Jurist und mecklenburgischer Minister
- Amsberg, Philipp August von (1788–1871), deutscher Eisenbahndirektor

### Amsc
- Amschl, Alfred (1852–1926), österreichischer Jurist und Schriftsteller
- Amschl, Hans (1896–1964), österreichischer Jurist und Politiker der ÖVP
- Amschl, Sepp (1878–1943), österreichischer Lehrer und Komponist
- Amschler, Johann Wolfgang (1893–1957), deutscher Agrarwissenschaftler
- Amschwand, Rupert (1916–1997), Schweizer Historiker

### Amsd
- Amsden, Alice (1943–2012), US-amerikanische Entwicklungsökonomin
- Amsden, Janet, britische Schauspielerin
- Amsdorf, Hieronymus, sächsischer Amtshauptmann
- Amsdorf, Nikolaus von (1483–1565), deutscher Reformator und Theologe zur Zeit LuthersNikolaus von Amsdorf (1483–1565)

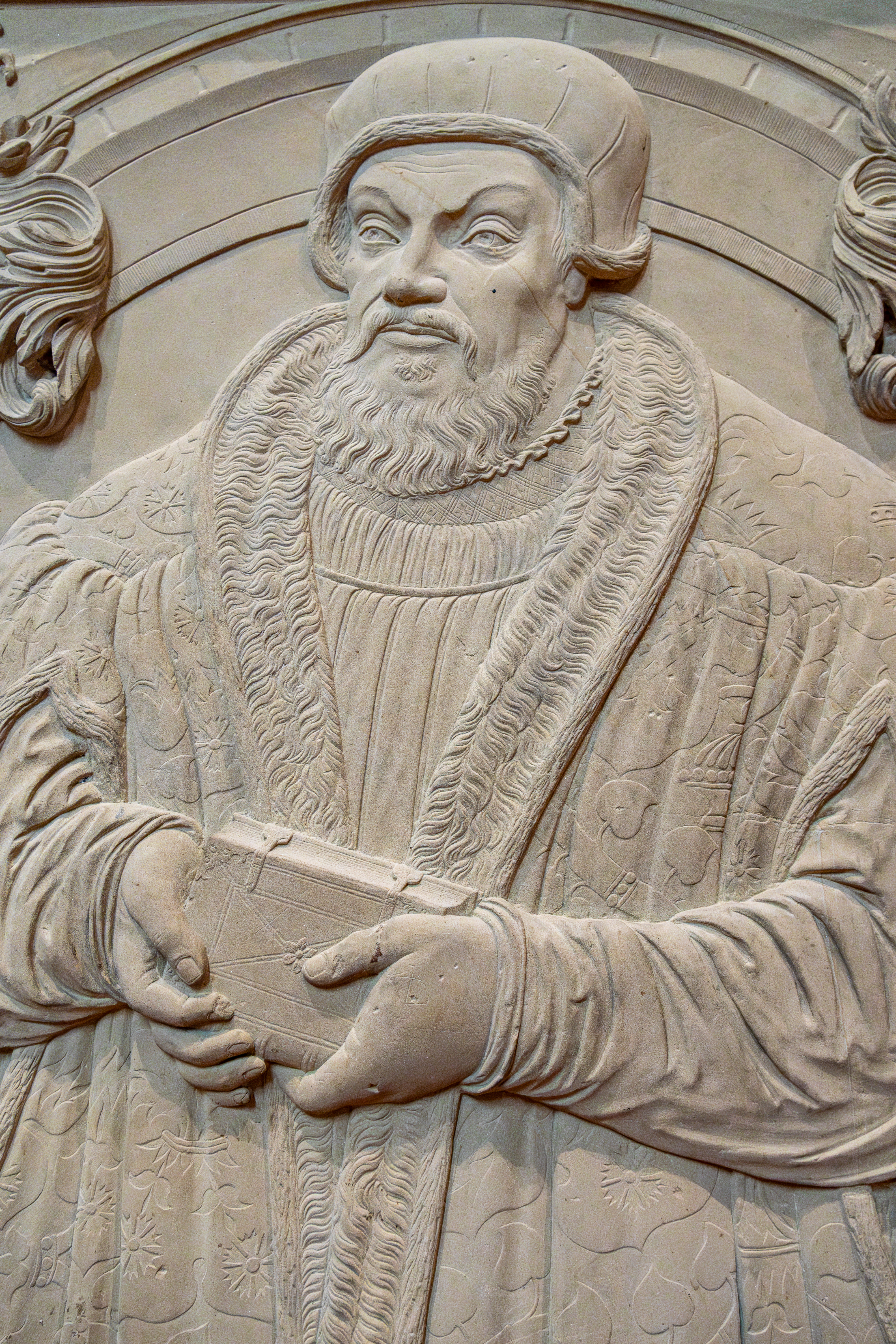
Nikolaus von Amsdorf (1483–1565)

### Amse
- Amsel, Andreas (1625–1685), deutscher Rechtswissenschaftler
- Amsel, Georg (* 1862), deutscher Lehrer und Stenograf
- Amsel, Hans Georg (1905–1999), deutscher Zoologe und Entomologe
- Amsel, Ignác (1899–1974), ungarischer Fußballtorhüter
- Amsel, Johann (1665–1732), deutscher Rechtswissenschaftler
- Amšel, Juraj (1924–1988), jugoslawischer Wasserballspieler
- Amsel, Lena (1898–1929), Tänzerin und SchauspielerinLena Amsel (1898–1929)

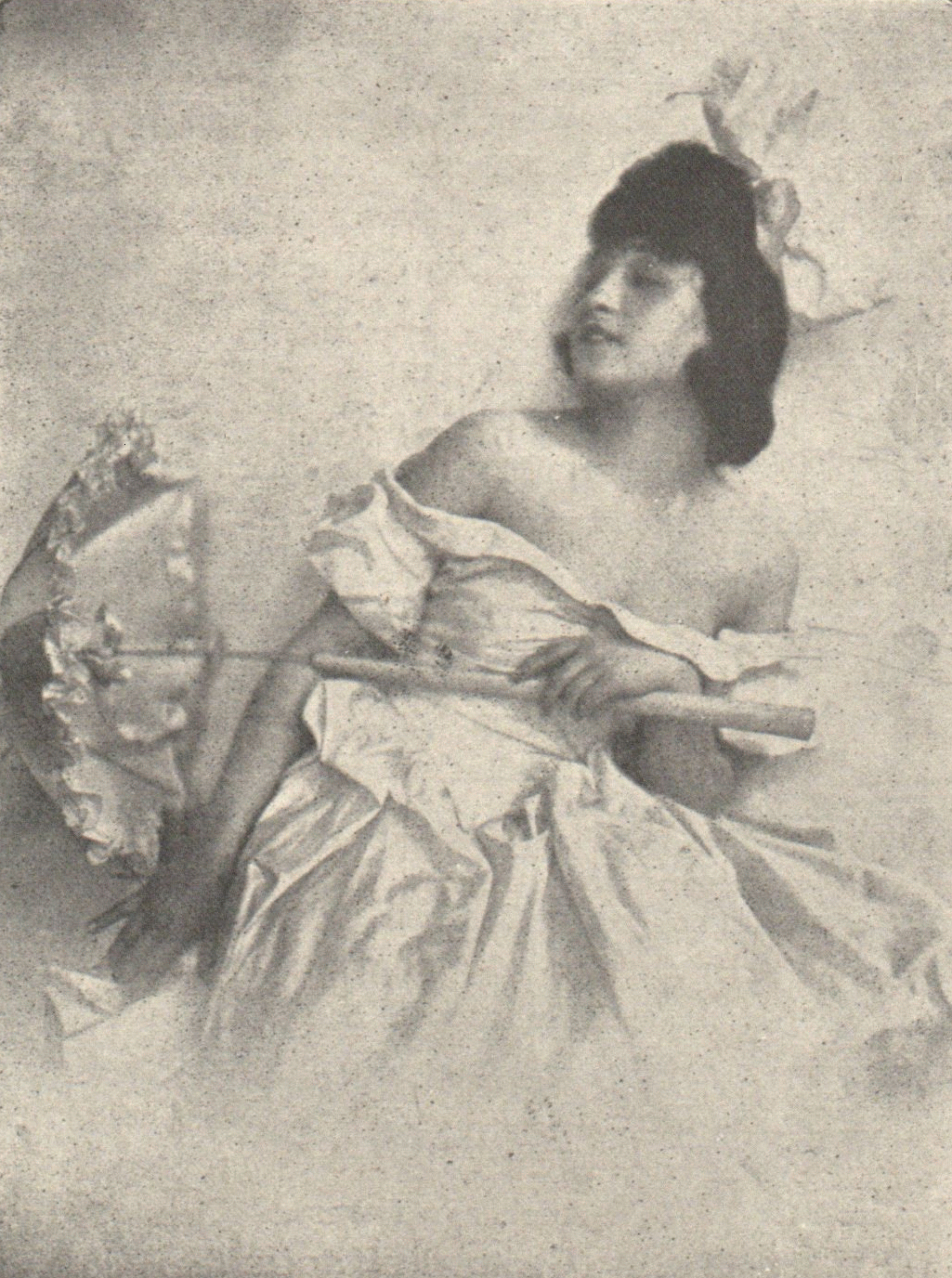
Lena Amsel (1898–1929)

- Amsel, Richard (1947–1985), US-amerikanischer Illustrator und Grafikdesigner

### Amsh
- Amshoff, Josef (1914–2001), römisch-katholischer Geistlicher und Prior

### Amsi
- Amsif, Mohamed (* 1989), marokkanisch-deutscher Fußballtorwart
- Amsina, Wassilena (1942–2017), bulgarische Leichtathletin
- Amsinck, Arnold (1579–1656), Hamburger Kaufmann und Unternehmer
- Amsinck, Arnold (1872–1939), Hamburger Unternehmer und Reeder
- Amsinck, Erdwin (1826–1897), deutsch-amerikanischer Kaufmann und Mäzen
- Amsinck, Gustav (1837–1909), deutscher Kaufmann und Mäzen
- Amsinck, Heinrich (1824–1883), Hamburger Kaufmann und Reeder, Handelskammerpräsident und Mitglied der Bürgerschaft
- Amsinck, Heinrich (1892–1968), deutscher Architekt und Polospieler
- Amsinck, Johannes (1792–1879), deutscher Kaufmann, Unternehmer und Mäzen
- Amsinck, Johannes (1823–1899), deutscher Arzt
- Amsinck, Martin Garlieb (1831–1905), deutscher Schiffbauer, Reeder und Politiker, MdHB
- Amsinck, Paul (1758–1808), deutscher Kaufmann
- Amsinck, Rudolf (1577–1636), Hamburger Kaufmann und Ratsherr
- Amsinck, Theodor (1868–1950), deutscher Unternehmer und Reeder
- Amsinck, Wilhelm (1752–1831), deutscher Politiker, Hamburger Senator und Bürgermeister
- Amsinck, Wilhelm (1793–1874), deutscher Jurist, Politiker und Senatssyndicus
- Amsinck, Wilhelm (1821–1909), deutscher Kaufmann in Hamburg, Mitbegründer der Vereinsbank Hamburg
- Amsinck, Willem († 1618), niederländisch-deutscher Kaufmann
- Amsing, David (1617–1683), deutscher Jurist und Bürgermeister von Hannover
- Amsini Kiswaya, Elie (1928–2008), römisch-katholischer Bischof von Sakania-Kipushi, DR Kongo

### Amsl
- Amsler, Alfred (1857–1940), Schweizer Ingenieur und Betriebsleiter der Maschinenfabrik Alfred J. Amsler
- Amsler, Christian (* 1963), Schweizer Politiker (FDP)
- Amsler, Claude (* 1947), Schweizer Experimentalphysiker
- Amsler, Fritz (1896–1954), Schweizer Schriftsteller und Lyriker
- Amsler, Jakob (1848–1909), Schweizer Jurist und Politiker
- Amsler, Johann Rudolf (1853–1917), Schweizer Politiker
- Amsler, Marc (1891–1968), Schweizer Augenarzt
- Amsler, Peter (* 1970), deutscher Lehrer und Verleger
- Amsler, Samuel (1791–1849), Schweizer Kupferstecher
- Amsler-Laffon, Jakob (1823–1912), Schweizer Mathematiker, Physiker, Ingenieur und Fabrikant
- Amsler-Rauschenbach, Frida Wilhelmina (1864–1946), Schweizer Frauenrechtlerin
- Amslinger, Friedhelm (1929–2011), deutscher Architekt
- Amslinger, Tobias (* 1985), deutscher Autor und Bildungsexperte

### Amso
- Amson, Gaston (1883–1960), französischer Fechter

### Amst
- Amstad, Alfred (1912–1973), Schweizer Bergsteiger
- Amstad, Bruno (1964–2024), Schweizer Vokalist (Improvisierte Musik, Jazz, Weltmusik)
- Amstad, Christoph (* 1973), Schweizer Politiker, Landammann von Obwalden
- Amstad, Eduard (1922–2015), Schweizer Politiker (CVP) und Bundesrichter
- Amstad, Josef Maria (1846–1926), Schweizer Politiker
- Amstad, Joseph Maria († 1866), Schweizer Politiker
- Amstad, Marlene (* 1968), Schweizer Ökonomin
- Amstad, Ueli (* 1959), Schweizer Politiker, Landammann von Nidwalden
- Amstalden, Constantino (1920–1997), brasilianischer Geistlicher, römisch-katholischer Bischof von São Carlos
- Amstalden, Walter (1883–1966), Schweizer Politiker und Rechtsanwalt, Landammann von Obwalden
- Amstätter, Sascha (* 1977), deutscher Fußballspieler
- Amstein, Gottlieb (1906–1975), Schweizer Radrennfahrer
- Amstein, Uwe (* 1967), deutscher Fußballspieler
- Amstel, Georg Friedrich von (1690–1757), preußischer Generalmajor, Kommandant der Festung Stettin
- Amstel, Jan van, niederländischer Maler
- Amstell, Simon (* 1979), britischer Schauspieler und Komiker
- Amster, Ettel (1867–1942), Opfer des Holocaust
- Amster, Rob (1964–2013), US-amerikanischer Jazzmusiker
- Amster, Samuel (1868–1942), österreichischer Kaufmann und Opfer des Holocaust
- Amsterdam, Aad van (1915–1978), niederländischer Radrennfahrer
- Amsterdam, Alex (* 1980), deutscher Singer-Songwriter und MusikerAlex Amsterdam (* 1980)

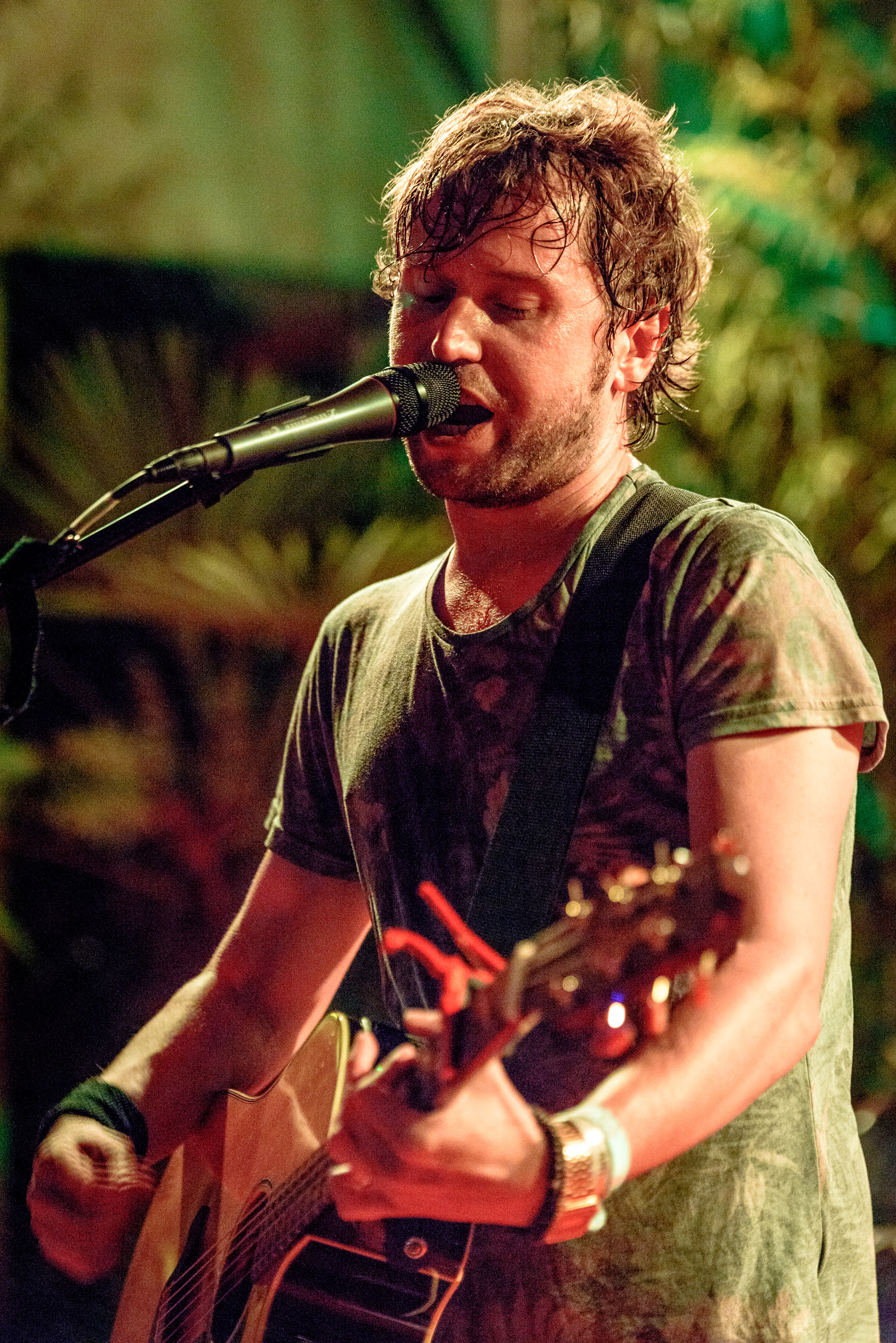
Alex Amsterdam (* 1980)

- Amsterdam, Naftali (1832–1916), jüdischer Gelehrter und Führer der Mussar-Bewegung
- Amstetter, Gustav von (1800–1875), deutscher Jurist und Mitglied der Frankfurter Nationalversammlung
- Amston, Stefan (* 1993), neuseeländischer Eishockeyspieler
- Amstutz, Adrian (* 1953), Schweizer Politiker (SVP)Adrian Amstutz (* 1953)

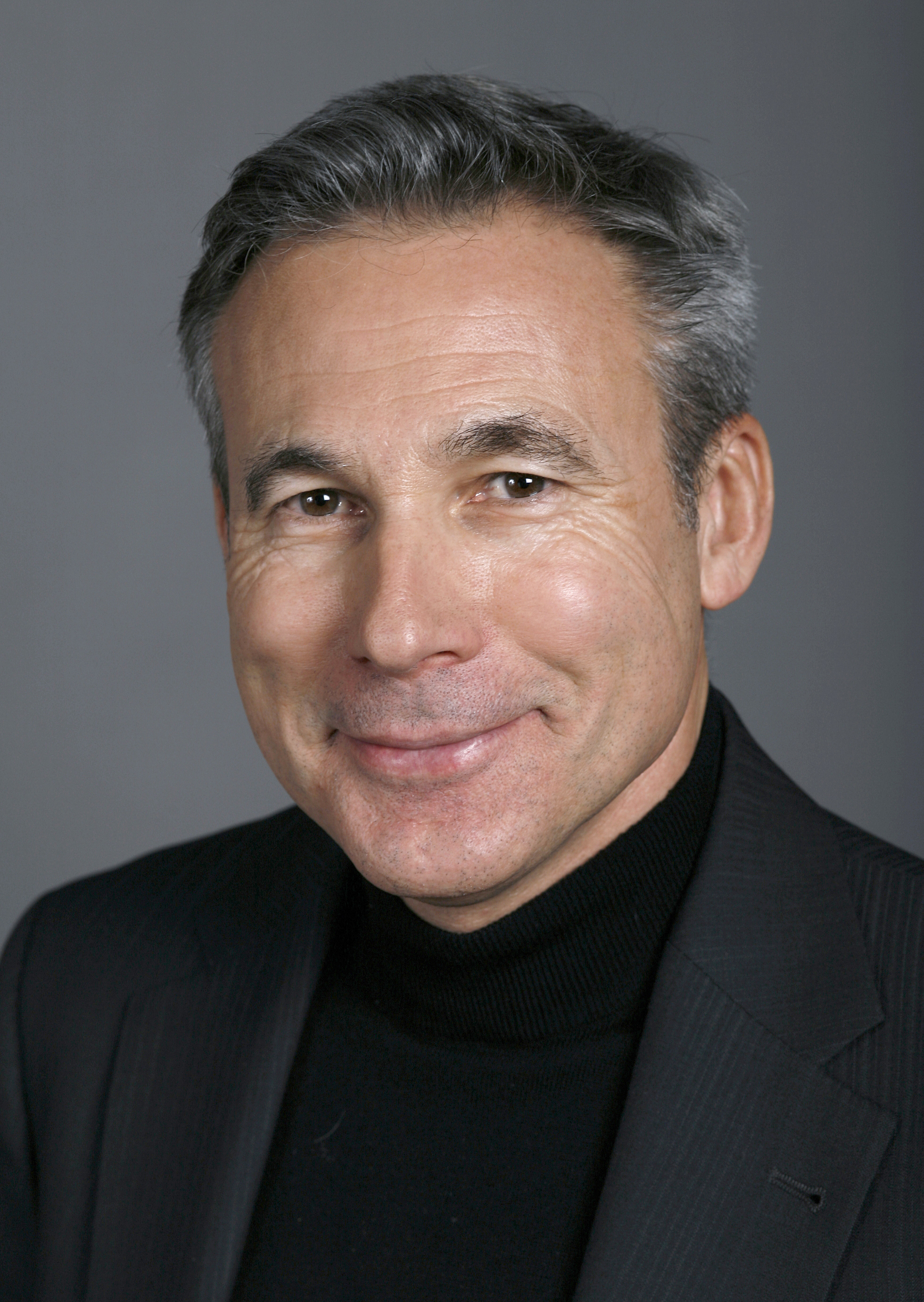
Adrian Amstutz (* 1953)

- Amstutz, Eduard (1903–1985), Schweizer Ingenieur und Hochschullehrer
- Amstutz, Hobart Baumann (1896–1980), US-amerikanischer Geistlicher, Bischof der Vereinigten Methodistenkirche
- Amstutz, Josef (1927–1999), Schweizer Theologe
- Amstutz, Madeleine (* 1979), Schweizer Politikerin (SVP)
- Amstutz, Marc (* 1962), Schweizer Rechtswissenschaftler
- Amstutz, Max D. (* 1929), Schweizer Unternehmer, Manager und Strategieconsultant
- Amstutz, Meinrad (1930–1991), Schweizer Politiker
- Amstutz, Paul (1887–1963), Schweizer Staatsbeamter
- Amstutz, Peter (* 1953), Schweizer Maler und Grafiker
- Amstutz, Roland (1942–1997), Schweizer Schauspieler
- Amstutz, Tom (* 1955), US-amerikanischer American-Football-Trainer
- Amstutz, Walter (1902–1997), Schweizer Skisport- und Alpinismus-Pionier, Publizist und Kurdirektor
- Amstutz-Kunz, Frieda (1900–1996), Schweizer Journalistin und Redaktorin